# Nevena Ristić
Nevena Vukes (ex Ristić) (Kragujevac, 2. lipnja 1990.) je srbijanska kazališna, televizijska i filmska glumica.

## Filmografija

### Televizijske uloge
- "Prvaci sveta" kao novinarka Nevena Vujošević (2016.)
- "Vatre ivanjske" kao Ana Kolar (2014. – 2015.)
- "Vojna akademija" kao Bisa Tomić (2012. – 2014.)
- "Prinudno sletanje" (2012.)
- "Cvat lipe na Balkanu" kao Vera Inda Korać (2011. – 2012.)

### Filmske uloge
- "Drugi Kristov dolazak" kao Alina (2015.)
- "Zrcaljenje" (2013.)
- "Marijina epizoda" kao Marija (2014.)
- "Oproštaj anđela" kao Ana (2014.)
- "Soba s klavirom" kao Nina (2013.)
- "Gdje je Nađa?" kao djevojka kod mosta (2013.)
- "Lefty i ljudi u crnom" kao Lefty (2013.)
- "Od pepela" kao Ivana (2012.)
- "Oktobar" (2011.)

## Vanjske poveznice
- Nevena Ristić u internetskoj bazi filmova IMDb-u (engl.)